# Brachychaeteuma bradeae
Brachychaeteuma bradeae ist eine Art der zu den Doppelfüßern gehörenden Samenfüßer und von West- bis Mitteleuropa verbreitet.

## Merkmale
Die Körperlänge beträgt 5–8 mm, der Körper ist weißlich gefärbt. An den 30 Körpersegmenten befinden sich kleine Seitenflügel (Paranota). Durch die Haut sieht man manchmal den Darminhalt und die inneren Organe durchschimmern, dies kann als dunkler Bereich Richtung Körperende oder dunkles Band in der Körpermitte wahrgenommen werden. Am Kopf befinden sich je Seite 3 nur schwach pigmentierte Ommatidien. Die Borsten auf der Körperoberfläche sind kürzer als ein halber Körperring. 

### Ähnliche Arten
Von der sehr ähnlichen Art Brachychaeteuma bagnalli lässt sich B. bradeae nur durch eine Untersuchung der männlichen Gonopoden unterscheiden. Die ebenfalls in West- und Mitteleuropa lebende Art Brachychaeteuma melanops weist sechs gut pigmentierte Ommatidien pro Kopfseite auf, ist aber sicherer über die männlichen Gonopoden zu bestimmen. Gerade bei juvenilen Tieren wäre eine Verwechslung mit den kleinen, weißlichen, mit Seitenflügeln ausgestatteten Bandfüßern Macrosternodesmus palicola und Ophiodesmus albonanus denkbar. Diese weisen zumindest adult 10 Körperringe weniger auf und erreichen geringere Körperlängen. Propolydesmus germanicus ist eine weitere hell gefärbte Bandfüßer-Art, erreicht ähnliche Längen wie die Brachychaeteuma-Arten, weist aber wie alle Bandfüßer keine Augen auf, während B. bradeae Ommatidien besitzt.

## Verbreitung
Die vollständige Verbreitung der Art ist nicht vollständig aufgeklärt. Bekannt ist sie aus Großbritannien und hier vor allem aus dem Südosten, aus Nordwest- und Ostfrankreich (eventuell weiter in Frankreich verbreitet), Deutschland, den Niederlanden, der Schweiz, Tschechien, Ostösterreich, der Slowakei, dem äußersten Süden Norwegen und Schwedens und Rumänien.
In Deutschland ist sie verstreut über große Teile Deutschlands zu finden, es liegen jedoch nur knapp 30 Fundpunkte vor: In Berlin wurde die Art nur zu Anfang des 20. Jahrhunderts gefunden. Aus der zweiten Hälfte des 20. Jahrhunderts gibt es einen Fund im südlichen Schleswig-Holstein, einen aus dem südwestlichsten Sachsen-Anhalt, vier Funde aus dem südlichen Thüringen, drei aus dem südwestlichen Nordrhein-Westfalen, teilweise sehr nahe an der Grenze zu Rheinland-Pfalz, vier Funde aus dem nördlichen Baden-Württemberg bis nordwestlichen Bayern und zwei Funde aus dem südöstlichen Baden-Württemberg. Im 21. Jahrhundert wurde die Art im Naturpark Ebbegebirge, im Gebiet zwischen dem östlichen Thüringen, westlichen Sachsen und nordöstlichen Bayern und nördlich von Stuttgart gefunden. Außerdem gibt es undatierte Funde aus der Nähe von München.
In Deutschland gilt die Art als sehr selten, aber ungefährdet.

## Lebensraum
In Deutschland kommt die Art meist montan und synanthrop vor und besiedelt Parks, Friedhöfe, Gärten, Gärtnereien und vielfach auch Höhlen. In Baden-Württemberg ist sie auch aus Wäldern, Auwäldern, Waldrändern und Gebüschformationen bekannt. 
In Großbritannien lebt die Art häufig in alten Wäldern auf Lehmböden, kommt aber ebenfalls häufig synanthrop vor. In Nordwestfrankreich ist die Art aus Höhlen bekannt. In der Nähe von Amsterdam wurde die Art auch in Bauten von Maulwürfen gefunden.

## Lebensweise
Die Art hat einen einjährigen Lebenszyklus, adulte Tiere treten vor allem im Winter und Frühjahr auf. Die Tiere sind häufig unter Steinen und Totholz zu finden.

## Taxonomie
Die Art wurde 1917 von Henry Wilfried Brölemann und dem Ehepaar Hilda K. Brade-Birks und Stanley Graham Brade-Birks als Jacksoneuma bradeae erstbeschrieben. Synonyme der Art lauten Brachychaeteuma bluncki Verhoeff, 1925, Brachychaeteuma quartum Brade-Birks, 1918 und Brachychaeteuma verhoeffi Schubart, 1930. Es wird eine Unterart anerkannt, Brachychaeteuma bradeae hussoni Schubart & Husson, 1936.
Da B. bradeae und die Schwesterart B. bagnalli beide sehr variable Gonopoden aufweisen, die als einziges Unterscheidungsmerkmal dienen, ist noch nicht abschließend geklärt, ob es sich nicht um eine einzige sehr variable Art handelt.